# ديفيد روزنبرغ
ديفيد روزنبرغ (بالفرنسية: David Rosenberg)‏ هو مؤلف فرنسي، ولد في 3 نوفمبر 1965.